# Santa Ana (Salvador)
Santa Ana je druhé největší město v Salvadoru. Své jméno nese po sv. Anně. Rozkládá se na západu země přibližně 65 kilometru od salvadorského hlavního města San Salvador. Město leží v povodí řeky Lempa v pohoří Apanéca. V blízkosti města se nacházejí sopky Santa Ana, Ilamatepec, Izalco a Cerro Verde.